# 美国公民宗教
美国公民宗教（英語：American civil religion）是一个社会学理论术语，指美国一种类似宗教的非宗派信仰体系，包含许多源自美国国史的神圣化符号。自19世纪起，美国学界一直将之描绘为一种促进美国社会与文化融合的共有价值体系。
1967年，社会学家罗伯特·贝拉撰写《美国的公民宗教》（Civil Religion in America）一文，这一术语的现今定义就此明确。贝拉称美国人接受了一种共有的公民宗教，有着特有的信念、价值、仪式和节日，而独立于其信奉的宗教。贝拉的文章后来成为许多宗教社会学会议的讨论焦点，亦产生许多关于这一主题的论著。到1976年的美國建國二百周年之际，关于“美国公民宗教”的讨论颇为火热，达至巅峰。

## 理论

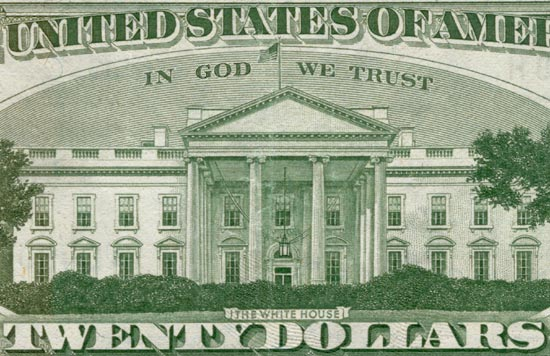
美元纸币背面的格言“我们信仰上帝”

贝拉认为，美国人将美国宪法、美国独立宣言和美国权利法案视为其“公民信仰”或“政治信仰”的基石。政治社会学家安东尼·斯奎尔斯（Anthony Squiers）称，这三份文档近乎美国公民宗教的教条，是美国“神圣政治”的权威象征。斯奎尔斯将“神圣政治”（politics of the sacred）定义为一种辨认对方是否符合公民宗教的神圣性的企图，是一场根据事物“神圣性”而辨别它能与不能、应该还是不应该得到社群的接纳容忍的争斗:20。
美国人重视政治领袖以及国家烈士，将他们奉为类似于宗教中的核心人物，如亚伯拉罕·林肯，以及美国内战期间战死的军人。历史学界指出，美国总统在历史重要节点期间的言辞多有可视为公民宗教范畴的修辞字眼，如第二次世界大战、非裔美國人民權運動、九一一袭击事件等。
安东尼·斯奎尔斯在其著作中基于调查结果，总结了美国公民宗教的十四核心信条:51–74：
1. 孝敬父母
2. 敬仰美国政治象征，如宪法、独立宣言、星条旗
3. 美国机构与制度是神圣的
4. 信仰上帝或神灵
5. 权利是被神圣地授予的
6. 自由是上帝通过政府赐予的
7. 政府权威是上帝或更高级别的超自然力量授予的
8. 美国人的经历可以证明上帝存在
9. 上帝是最崇高的法官
10. 上帝有着至高主权
11. 美国的繁荣是上帝旨意
12. 美国是山巔之城，是希望与正义的灯塔
13. 牺牲和重生的原则
14. 美国的利益高于个人利益

而且，斯奎尔斯发现，从统计结果上看，民主党和共和党各竞选人的宗教性言辞并无显著区别:51–74。
这一信仰体系曾被用以排斥不符合美国传统的理念和群体，一部分理论家（如贝拉）认为美国公民宗教有着宗教上合法化、同化和预言的功用，但亦有学者反对。

## 历史发展

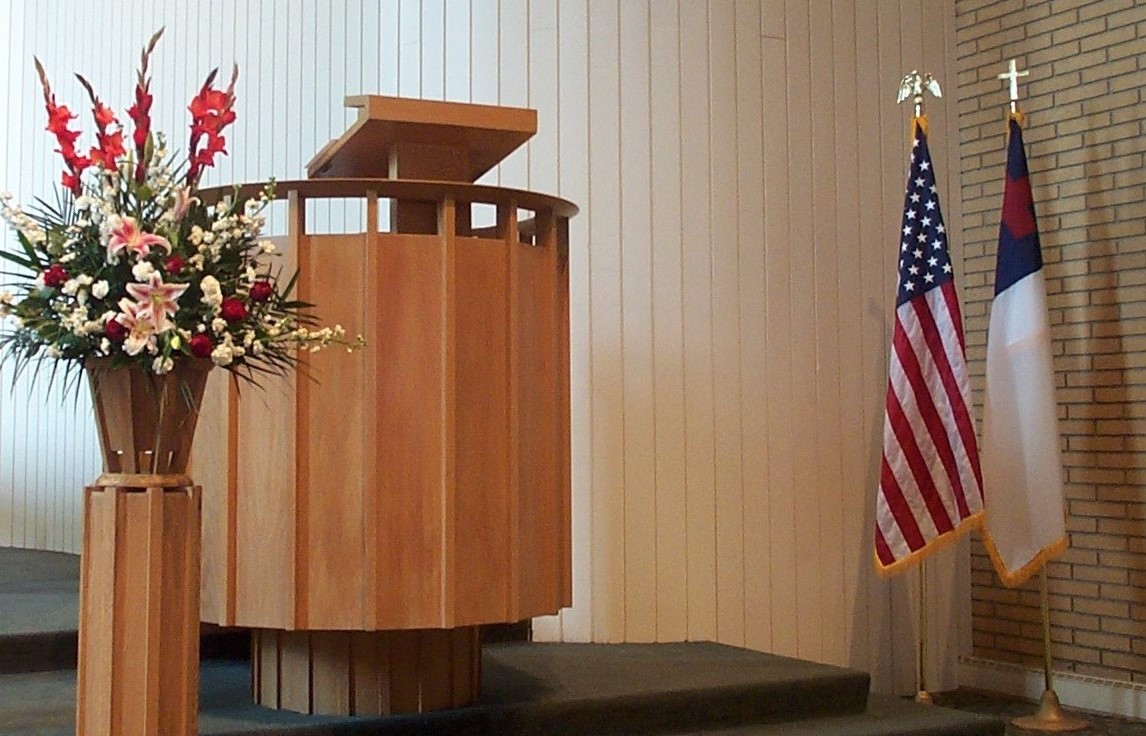
在加利福尼亞州的一個教堂內，基督教旗幟和美國國旗展示在一起

19世纪法国思想家托克维尔认为，自由民主的基本原则源自基督宗教，基督教是民主时代下唯一能维护自由的宗教。他也注意到在当时的法国社会，基督徒和自由主义者之间存有仇恨，这种仇恨可追溯至启蒙时代和法国大革命。1789年大革命前以及波旁复辟期间，基督徒一直和旧制度及保王党站在一起。托克维尔称，基督教和民主制在美国并不冲突，个人主义和唯物主义将引向无神论和暴政，美国是反抗它们的堡垒。
关于美国公民宗教的研究大多遵循贝拉和涂尔干的阐释。此外，主要的研究依据还包括，约翰·杜威在1934年关于“共同信仰”（common faith）的论述；社会学家罗宾·墨菲·威廉斯所著之《美国社会：社会学解释》（American Society: A Sociological Interpretation，1951）中关于“共同宗教”的描述；劳埃德·沃纳所著之《扬基城》（Yankee City, 1953 [1974]）中关于亡兵紀念日纪念活动的分析；历史学家马丁·马蒂阐述的“一般的宗教”（religion in general，1959）；理论家威尔·赫伯格所述之美国生活方式（1960, 1974）；西德尼·米德所述之“共和国的宗教”（religion of the Republic）；以及英国作家卻斯特頓所言“美国是唯一基于信条建立的国家”，他还发明了美国是“有着教会的灵魂的国家”（a nation with a soul of a church）的说法。
同时，如耶霍舒亚·阿里利、丹尼尔·布尔斯廷、拉尔夫·亨利·加布里埃尔等杰出史家也为美国民族主义、“美国信条”、美国文化宗教和民主信念的概念给出了宗教维度的评价。
著名社会学家西摩·马丁·利普塞特称“美国主义”（Americanism）和“美国信条”是美国人独有的价值体系，以近乎于宗教般的热忱持有着。
当代学者罗纳德·温布利（Ronald Wimberley）和威廉·斯韦托斯（William Swatos）称，当今的社科学者公认在美国意识形态中有一部分本质上是宗教，可划为一种公民宗教；并不如托克维尔和卢梭所述之“超然普世之宗教”那样重大。温布利等学者做了大量调查分析，支持了贝拉“公民宗教不体现在美国政治或是传统宗教上，而是美国社会独特的文化现象”的观点。
如下的陈述反映了美国公民宗教的信仰：
- “美国是上帝当今挑选的国家”
- “总统的权威来自上帝”
- “社会正义不仅基于法律，更必须来自宗教信仰”
- “美国人的体验证明了上帝存在”
- “美国独立日这样的节日是爱国节日也是宗教节日[5]”
- “天佑美国”

之后的研究着眼于确认何者更热衷于公民宗教。1978年，詹姆斯·克里斯滕松（James Christenson）和罗纳德·温布利的研究表明，公民宗教信仰在各行各业的美国人间相当普遍，不过在大学毕业生、政治或宗教自由主义者中没那么流行。新教和天主教教徒都持有同样层次的公民宗教信仰。美国一些本土宗教如後期聖徒運動、再臨宗、五旬節運動的教徒的公民宗教思想最为显著。犹太教、一位论派信徒和无宗教者的公民宗教思想最少见。即使程度上有差异，绝大多数美国人都多少持有贝拉所述之公民宗教思想。
更有研究表明，选民在遴选候选人和政治立场时会有公民宗教层面上的考量。罗纳德·温布利在1972年美国大选临近时调查了一些作礼拜的市民和当地其他公民，发现被访者考虑候选人时比起政党忠诚，更看重公民宗教信仰层面的因素。1982年，温布利和克里斯滕松的新一项研究表明，公民宗教层面的重要性仅次于候选人的政治立场。
约翰·科尔曼（John A. Coleman）则称，公民宗教是历史上普遍存在的概念，其演变通常有以下三个阶段：未分化阶段、现代化时期的国家支持阶段、分化阶段。他研究了日本、罗马帝国、苏联、土耳其、法国和美国历史，提炼其公民信仰，以支持其论述。

## 实际运用

### 美国革命
美国革命是公民宗教思想的主要源头，《国父之后：美国革命的公民宗教》（Sons of the Fathers: The Civil Religion of the American Revolution）一书称，乔治·华盛顿如同摩西，托马斯·杰斐逊和托马斯·潘恩像是先知，约翰·亚当斯和本杰明·富兰克林是使徒，波士顿大屠杀罹难者以及内森·黑尔像是烈士，班尼狄·阿諾和黑森傭兵是魔鬼，美國獨立紀念館和福吉谷是圣地，树立自由之竿是仪式，贝特西·罗斯旗是象征，美国独立宣言、美国宪法和美国权利法案则是经书。

### 建国初期的庆典和仪式

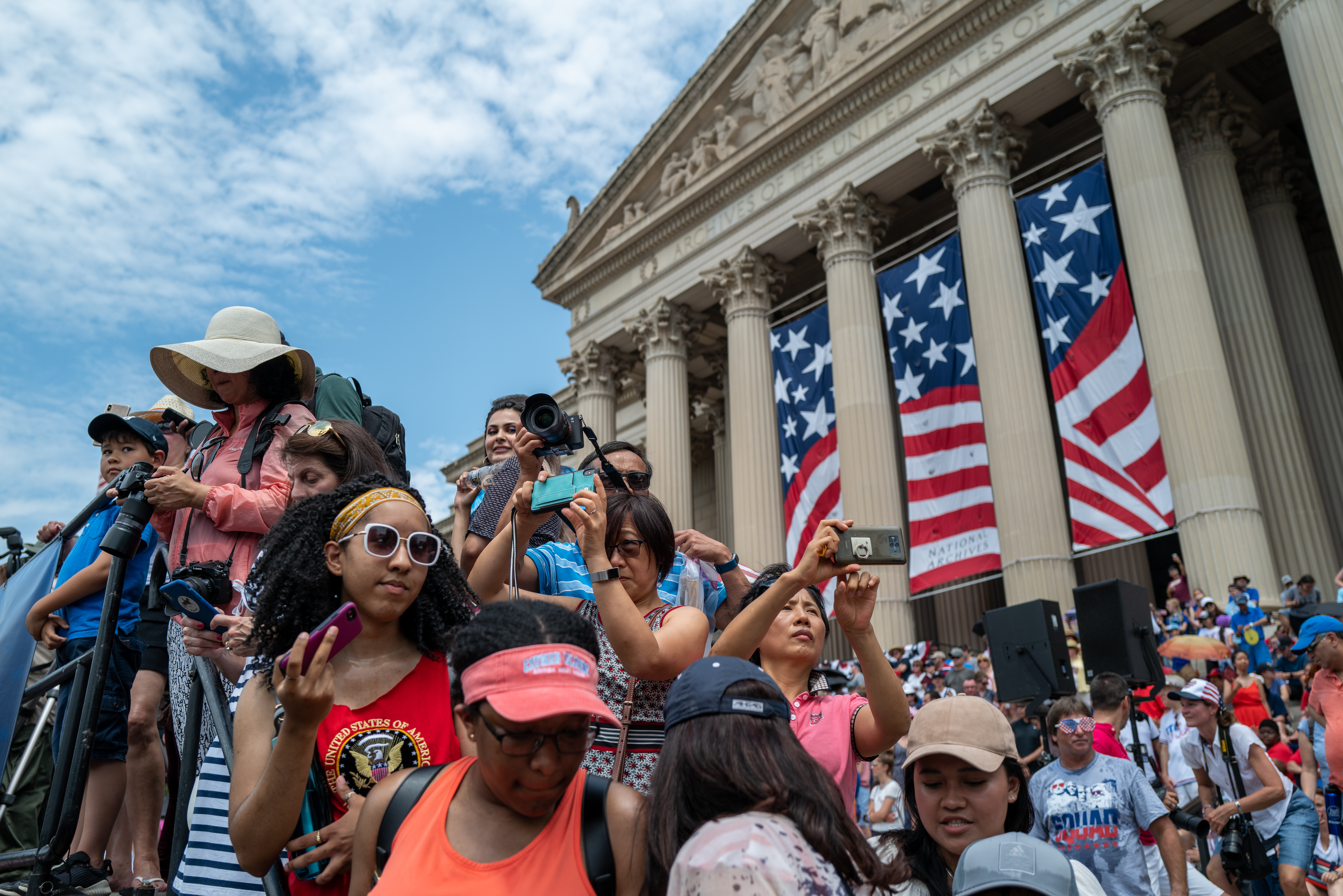
2019年美国独立日庆祝游行

为了培养其选民认同，联邦党曾举行各式轰动的庆典游行，还包括宗教色彩的朝圣活动，确定“神圣日”等，后来都成为公民宗教信仰的元素。华盛顿得到大加推崇，身份近乎赐福于联邦党人的半神。联邦党人注重宪法纪念日和独立日，为此组织游行以吸引选民。组织者将传统宗教的符号世俗化，用于此类庆典，由此创造出这一新生国家公民信仰的视觉形式。美国独立日也自此成为半宗教节日，波士顿的独立日庆典强调全国性而非地方性的爱国主义，期间举办了演讲、晚宴、民兵集结、游行、彩车浮船和焰火表演。到1800年，美国独立日已经成为和联邦党庆典密切相关的节日，共和党人对此相当不满，也开始组织庆典，双方的庆典时有摩擦。两党各自的庆典使得节日气氛和庆典规模一再浓重扩大。1815年起，联邦党走向衰落，独立日逐渐变为去党派化的节日。

### 总统成为宗教领袖
自乔治·华盛顿起，美国总统在公民信仰体系中扮演多重角色，成为美国总统职位的特征之一。罗伯特·林德（Robert D. Linder）称：
纵观美国历史，美国总统一直是公众信仰的领袖。有时他是先知，像是亚伯拉罕·林肯。有时他是牧师，像德怀特·艾森豪威尔。其余时候，他是公民宗教的高等神职人员，像罗纳德·里根。身为先知，总统基于超然的价值评判国家的行为，在危难期间号召国民牺牲奉献，并为他们不符合国家理念的行为换取救赎。作为牧师，他立下美国核心价值，为国民提供精神鼓舞，敦促他们践行价值，同时在苦难时提供安慰。作为神职人员，总统让美国成为终极的参考点，领导公民支持国家，提醒公民肩负的使命，同时颂扬其政治班底。
查尔斯·卡尔霍恩称在19世纪80年代，本杰明·哈里森讲话中的修辞风格带有美国公民宗教的色彩，可谓熟稔运用公民信仰思想的总统人选。哈里森在社会和经济事务中运用基督教观念，为社会福音、进步主义运动铺平道路，也让日后的社会开始认可政府出面解决社会问题的行为。

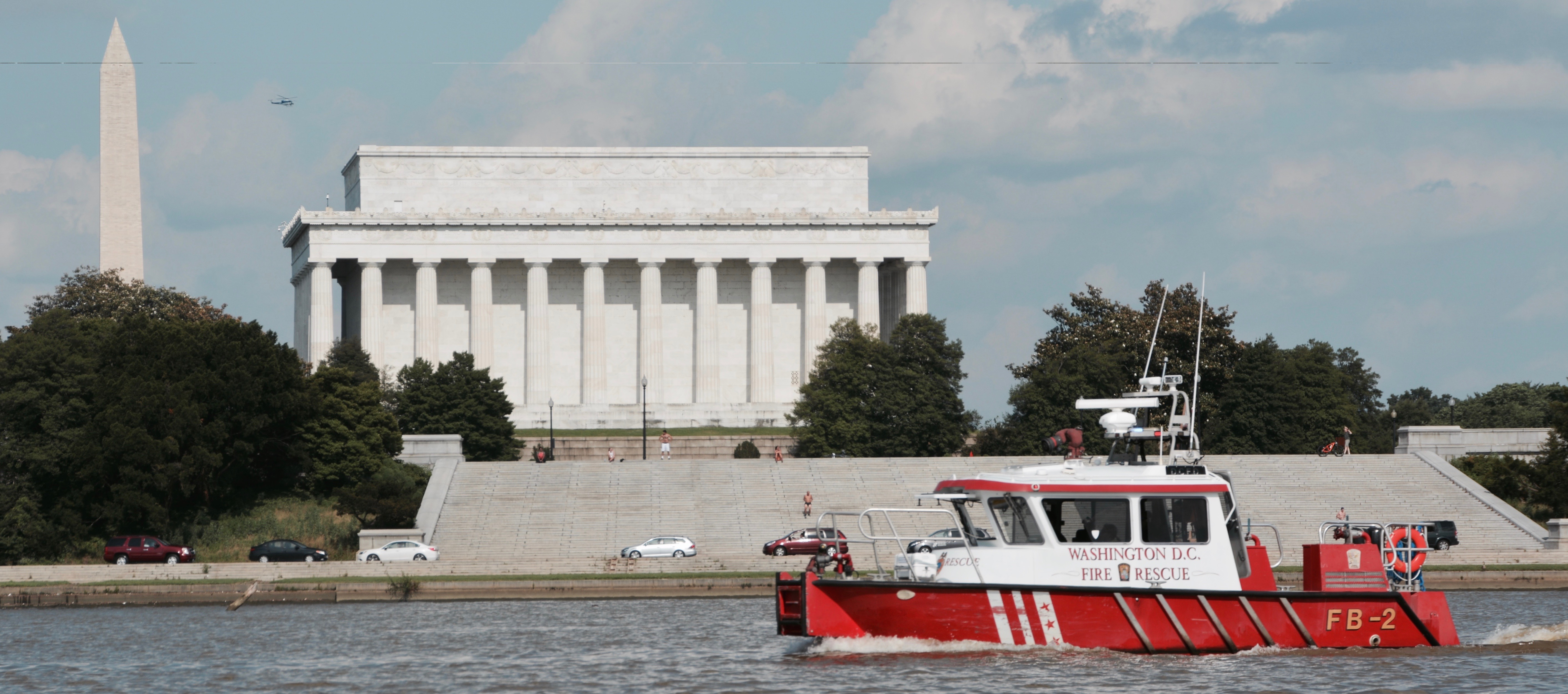
华盛顿纪念碑和林肯纪念堂

林德还称，比尔·克林顿的公民宗教色彩源自其浸礼宗背景。评论家威廉·萨费尔指出，1992年大选期间“前所未有地反复提及上帝之名，反复强调美国如此彻底而全面地得到了上帝的赐福。”根据林德的说法，克林顿反复提及宗教字眼，因此更像是牧师型的总统。他有着世界共同信仰的普世观念，不区分国内与国外。
有观点称乔治·沃克·布什总统受到了基督教基要主义的影响，曼弗雷德·布罗克（Manfred Brocker）称这是欧洲人的误解，因为小布什总统更多使用公民信仰范畴的隐喻和意象，少有涉及基督教原本的用词。小布什的外交政策更像是基于美国国家安全的考量而非基督教基要主义的思想。贝拉克·奥巴马在2008年竞选期间形容美国人是因对美国信条的信仰而团结在一起，因美国公民宗教而神圣。
其他一些曾有望竞逐美国大选的政治人物也曾提出不少公民宗教话语，如丹尼尔·韦伯斯特在1830年所述之“自由与联合，现在且永远，统一而不可分离”是其名言之一，经常被参与辩论赛的学生引用。

### 美国军人

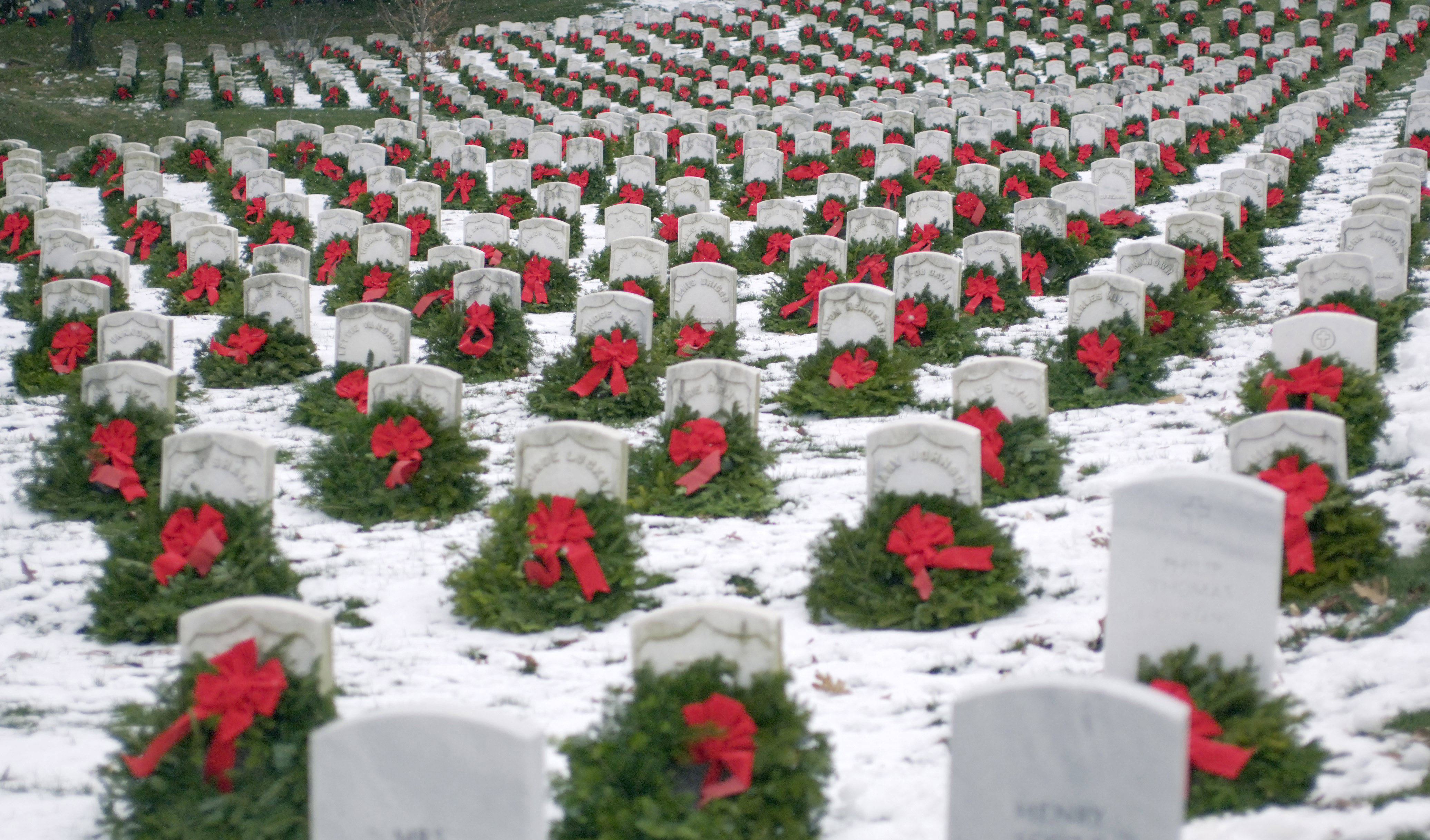
阿灵顿国家公墓的圣诞花环纪念活动，2005年

美国军人的角色是公民信仰的重要方面。军人时刻准备着为国牺牲，他们在老兵节和亡兵纪念日等节日期间得到广泛纪念。历史学家乔纳森·埃贝尔称，这种“士兵救世主”是一种弥赛亚，体现了公民宗教和基督教关于牺牲和救赎理念的结合。欧洲有许多专为二战美国士兵设立的公墓，亦已成为美国人的圣地。
对此，和平主义群体提出过尖锐的批评。例如摩拉维亚学院的凯莉·丹顿-博尔豪格（Kelly Denton-Borhaug）称“牺牲”的概念令“美国战争文化”崛起，转移了公众对于美国全球反恐战争期间的军国主义、非道德、压迫性的甚至荒蛮的行径的注意力。

### 美国国旗的象征地位
根据学者亚当·戈德哈特的描述，美国国旗的现代含义以及现代美国人的崇敬最早来自美国内战桑特堡战役期间，罗伯特·安德森保卫国旗的战斗，这也是美国内战的开端。美国内战期间，国旗成为美国民族主义和反分裂主义的象征。戈德哈特称国旗成为了爱国主义的神圣象征：
在那日之前，国旗只是个军事旗帜，或者用来标示美国领地的便利品……或是独立日等节日期间摆出来的东西，但在安德森少将保卫国旗的战斗过后，情况有所不同了。一夜间，一面面星条旗纷纷出现，插在房屋、店面、教堂前，插在村落绿地上，大学校园里……老旧的旗帜有了新的含义。联邦事业有了具象表达，成千上万人为之奋战牺牲。

### 效忠宣誓和校园仪式

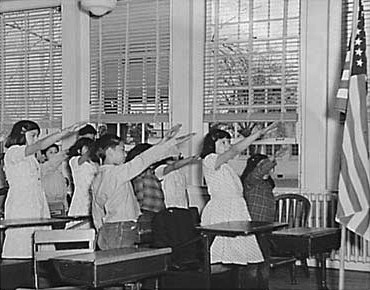
美国儿童向国旗敬贝拉米礼，摄于1941年

格蕾丝·高（Grace Y. Kao）和杰罗姆·科普尔斯基（Jerome E. Copulsky）称，公民宗教概念流行，引起公众对于宪法中效忠宣誓的讨论。效忠宣誓的作用体现四个层面：保护主义、多元主义、教士层面和先知层面。争论并不是在信上帝与不信上帝者之间展开，而是关乎公民宗教的地位展开。
马修·克劳德（Matthew W. Cloud）回顾了1787年以来的各种美国政治誓言，追寻当时民族团结和宗教信念二者的对立局面。他回顾美国最高法院有关效忠宣誓的主要判例，如矛盾的迈纳斯维尔小学诉戈比蒂斯案（1940）和西弗吉尼亚州诉巴内特案（1943）两案。前者判定公立学校可以强迫学生向美国国旗敬礼并背诵效忠誓词，而后者则推翻前案判决，裁定根据第一修正案，学生可免于强制性的宣誓效忠。这一案件主要和耶和华见证人信徒有关，这一教派禁止教徒崇拜政治象征物。1954年，效忠誓词中加入了“上帝之下的国度”（one Nation under God）的字眼，克劳德认为这是出于反共立场。
亚当·加莫兰于1990年的研究中发现，校园日常的宣誓效忠等行为，节庆期间的音乐和装饰，以及社会研究、历史和英文课程中，都体现了公民宗教信仰。公民宗教在校园扮演双重角色，一方面将年轻人社会化，怀有社会共有的认识体系；另一方面，划分出那些因文化或宗教背景而不参加公民宗教仪式的人群。

### 少数族裔
贝拉的理论是从主流信仰和认识中提炼的，但也有学者将目光投向非主流的少数族裔群体，认为他们亦持有自身版本的公民宗教。

#### 南方白人

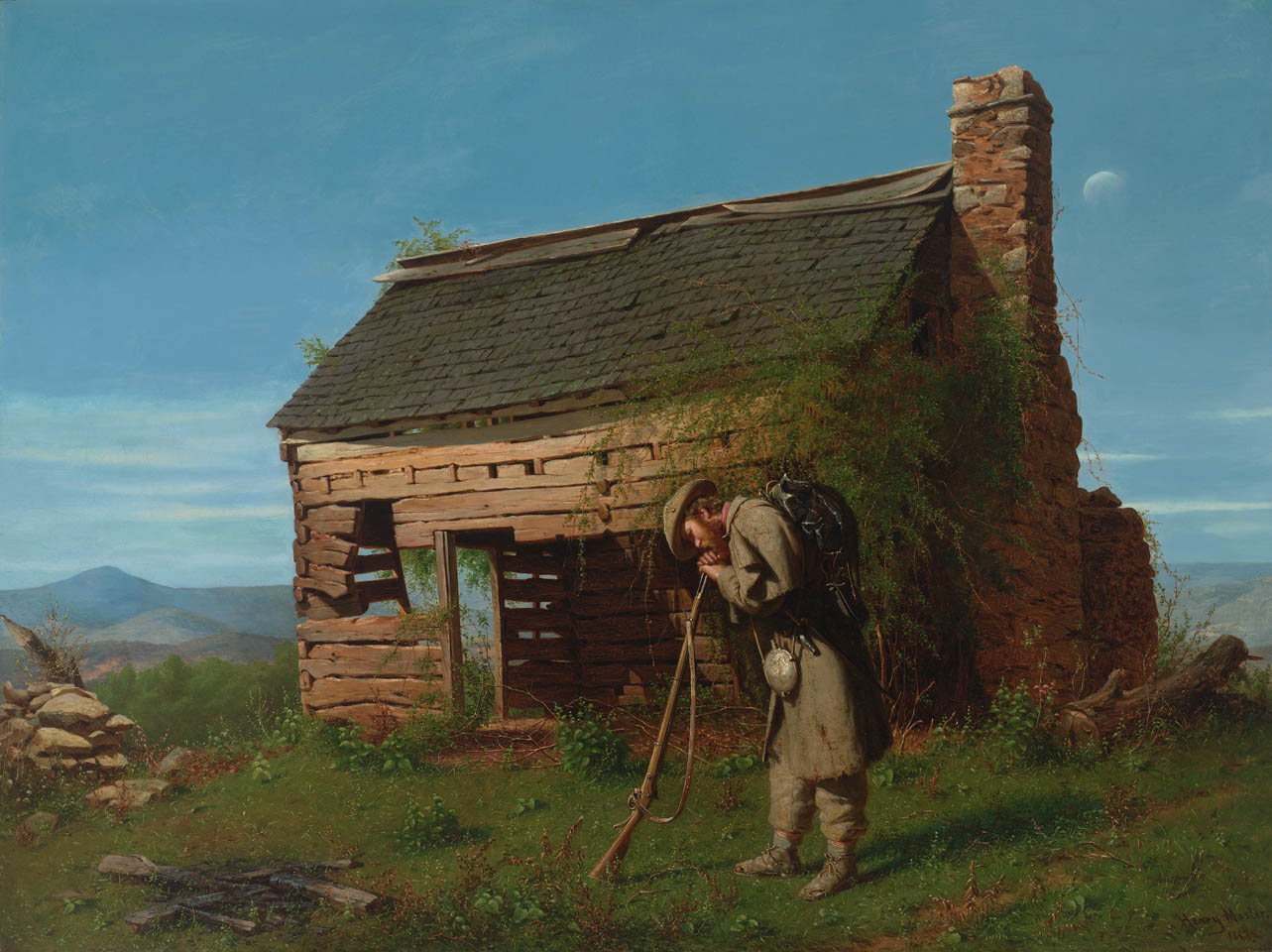
《未竟事业》，亨利·莫斯勒绘于1868年

查尔斯·里根·威尔逊（Charles Reagan Wilson）研究了美国南方白人的公民宗教特点。他首先强调了南方白人的宗教中心主义传统；19世纪晚期，南方白人被排除在主流之外，发展出自身的公民宗教形式，有着浓重的神话性、仪式性和组织性的特点。威尔逊指出，美国内战中战败的南方人有着“未竟事业”的观念，认为美国南方的战败是慷慨悲壮的命中注定，导致他们面临着“邪恶的胜利”，有着怀疑和内疚的念头，换句话说，对于自身生活怀有悲剧感。

#### 非裔
埃里克·乌德拉姆（Eric Woodrum）和阿诺德·贝尔（Arnold Bell）称，非裔美国人的公民宗教思想不如白人深重，公民宗教的前导因素对于黑人和白人有着不同影响。例如，传统宗教对于白人来说是正面的，而对于黑人来说则是负面影响。乌德拉姆和贝尔认为，这种差别是非裔美国人的宗教民族起源论及分裂主义思想的产物。弗雷德里克·道格拉斯在其1852年“对于奴隶来说美国独立日是什么”（What to the Slave Is the Fourth of July?）的演讲中，公民宗教对于黑人群体来说较为复杂，“日光带给你生命和疗愈，却带给我斑纹和死亡。这独立日属于你们，不属于我。你们可以庆祝，我则必须哀悼。”

#### 日裔
简·石村（Jane Naomi Iwamura，音）认为，日裔美國人祭拜二战日裔囚禁营，是其公民宗教特征之一。这一行为始于1969年的曼赞纳，祭拜活动包括诵经、奏乐、唱名，以及与新教徒、佛教徒、天主教徒和神道教徒的集会，旨在促进日裔美国人的文化联系，确保此类不公永不发生。

#### 拉丁裔
路易斯·莱昂（Luis D. León）的调查表明，墨西哥裔劳工领袖塞萨尔·查韦斯已经成为美国公民宗教的“圣人”。查韦斯有着天主教背景，善用天主教词汇，他基于教义的政治“圣行”影响深远，启发新兴的奇卡诺运动。查韦斯以非暴力手段践行道德信念，成为拉丁裔公民信仰中的圣人。

## 典籍

国家档案馆展出的独立宣言、宪法和权利法案原件

在美国建国之前，殖民者以基督教典籍和价值观念塑造其全新的政治体系，以取代腐朽的英国君主制度。官员四处布道，令爱国主义情绪得以宣扬，激起北美定居者反抗英国腐朽而邪恶的统治。这样的理念，加上传教士和乔治·华盛顿等领袖半宗教化的语气，以及“上帝眷顾爱国事业”的观念，令美国开国元勋们的著作成为近乎圣书一般的典籍。
华盛顿特区的国家档案馆大楼展有美国独立宣言、宪法和权利法案原件。这些文献以大铜框镶边的形式展出。政治学家、社会学家和法学家研究宪法及其社会功用，而历史学家则更关注宪法本身的历史背景。对于历史学家来说，借由上述典籍研究美国现代公民宗教的做法显得不合时宜，因为随着时间推进，美国人越发世俗化，而那些典籍却近乎圣书。许多批评者认为在独立宣言的年代，美国的状态是“盲目崇拜”且“异常地与革命价值观不符”的，如此崇拜行为值得怀疑——1776年时的美国根本不是人们想象的那样。
制宪者对于宪法的看法也有所不同。华盛顿在告别演说中恳请后世“维护宪法神圣”；他在给詹姆斯·麦迪逊的回信中称，即使是最明智而自由的政府，在社会竞逐对抗之下也需要促成公民对宪法的崇敬，以维持必需的稳定公民认知。另一边，反对“宪法崇拜”的传统也颇为深厚。托马斯·杰斐逊承认宪法崇拜的存在，“有些人认为宪法无比神圣，将之看作不可触碰的约柜”，但也坚信宪法是不完美的，应坚信“制度必须进步”（institutions must advance also）。
耶穌基督後期聖徒教會（摩门教）的教义认为美国宪法是受上帝启示而著成的文档。

### 典籍崇拜与美国认同
“自由宪章”（独立宣言、宪法和权利法案）与美国身份认同有着意识形态上的联系。塞繆爾·亨廷頓曾详述大多数国家国民的共同联系，共同的民族、血统、经历、语言、文化和宗教，促成国家认同。对此，桑福德·莱文森（Sanford Levinson）称：
然而美国人的命运与“大多数国家”不同，美国认同并不建基于普鲁斯特式的共同回忆，而是基于对亨廷頓所述之“美国信条”的认同。“美国信条”是一系列公开的政治承诺，包括强调个人权利，多数统治，以及受限政府权力的宪政秩序。
亨廷顿概括之“美国信条”即，个人权利，多数统治，及受限政府权力的宪政秩序。美国并非因文化差异而自英国独立，而是因独立宣言中的理念而独立。惠特尔·约翰逊（Whittle Johnson）称，一种基于法律之下的自由的盟约群体形成了，超越了自然种族、宗教和阶级，自由的理念为至高重要。要成为美国公民，需要通过一系列有关独立宣言、宪法和权利法案的测试，并要效忠服从美国宪法。汉斯·科恩称，美国宪法不像其他宪法，美国宪法代表美国民族的命脉，是美国民族的至高象征，与民族共存亡。亨廷顿认为，抛弃宪法就代表美国灭亡，美国民族灭亡，一切回归原点。
托马斯·格雷（Thomas Grey）在其《作为经文的宪法》（The Constitution as scripture）一文中强调美国信条即是美国民族的唯一纽带和信仰依托，他将美国同那些需要依靠上天指定权威君主，以天命统治而凝聚在一起的传统社会作对比，按照宪法的第六条第三款，即“应宣誓或作代誓宣言拥护本宪法；决不得以宗教信仰作为担任合众国属下任何官职或公职的必要资格”，两种社会形成鲜明对比。这不仅是对于过往英国政教不分传统的突破，同样是对于当时美国各州的情况来说的理念上的大突破。
“免责条款”（escape clause）的重要性。无论现代读者在原版宪法中发现怎样的过失和罪恶，其一些类似于“免责”的原本论述却总能给后世发挥的空间。例如，其关于“人人生而平等”的原本论述能让弗雷德里克·道格拉斯在1860年为宪法贴上“废奴”的标签，他声称“只有忽略宪法常识性文字的人才会忽略废奴是符合宪法的，当奴隶主不再治国时，宪法就不再保障奴隶制。”这种言论成为主流，令1783年马萨诸塞州最高法院裁定废奴。
基于美国宪法第五条的各个修正案，以及对于国会和州级法案的司法审查，从根本上改变了美国政府和公民的关系。修正案被学者视为“二次宪法”——根据第十三条修正案，一切美国公民享有自由；根据第十四条修正案，所有美国人享有公民权；由第十五条修正案，投票权不再有种族限制；由第十九条修正案，投票权不再有性别限制。第十四修正案规定各州都应遵循宪法规定尊重公民权利。各州遵守这一规定，如1972年德州议员芭芭拉·喬丹所述，“我对宪法的信念是全心全意而彻底的”。
美国宪法第五条允许修正案不断完善，令修正案成为建构国家共识的政治催化工具。桑福德·莱文森在费城的宪法二百周年庆典期间展开思想调查，调查表明如果有人当日要签署宪法，无论我们当下有何保留，如何清楚当下所做的事，穿越时空见到当时那些大大小小的缺陷时，也会认识到签署宪法代表的是我们共同期待并为之努力的愿景，不是固步自封，而是一个不断成长，为了政治前景肩负责任的过程。

### 书目
- Levinson, Sanford. . William & Mary Law Review. 1987, 29 (113)  [2011-12-15]. （原始内容存档于2021-07-29）.

## 延伸阅读
- Bellah, Robert Neelly. . Journal of the American Academy of Arts and Sciences. Winter 1967, 96 (1): 1–21. （原始内容存档于2005-03-06）. From the issue entitled Religion in America.
- Bellah, Robert Neelly. . University of Chicago Press. 1992-08-15. ISBN 978-0-226-04199-5.
- Bortolini, Matteo. . Theory & Society（英语：Theory & Society）. 2012, 41 (2): 187–210. S2CID 143469936. doi:10.1007/s11186-012-9166-8.
- Canipe, Lee. . Journal of Church and State（英语：Journal of Church and State）. March 2003, 45 (2): 305–323. doi:10.1093/jcs/45.2.305.[]
- Cloud, Matthew W. . Journal of Church and State（英语：Journal of Church and State）. 2004-03-22, 46 (2): 311–340. doi:10.1093/jcs/46.2.311. （原始内容存档于2006-10-20）.
- Gehrig, Gail. . Society for the Scientific Study of Religion（英语：Society for the Scientific Study of Religion）. June 1981. ISBN 978-0-932566-02-7.
- Gardella, Peter, American Civil Religion: What Americans Hold Sacred (Oxford University Press, 2014), 368 pp.
- Gorski, Philip. American Covenant: A History of Civil Religion from the Puritans to the Present (Princeton University Press, 2017) excerpt （页面存档备份，存于）
- Hughes, Richard T. . University of Illinois Press. 2004-07-06. ISBN 978-0-252-07220-8.

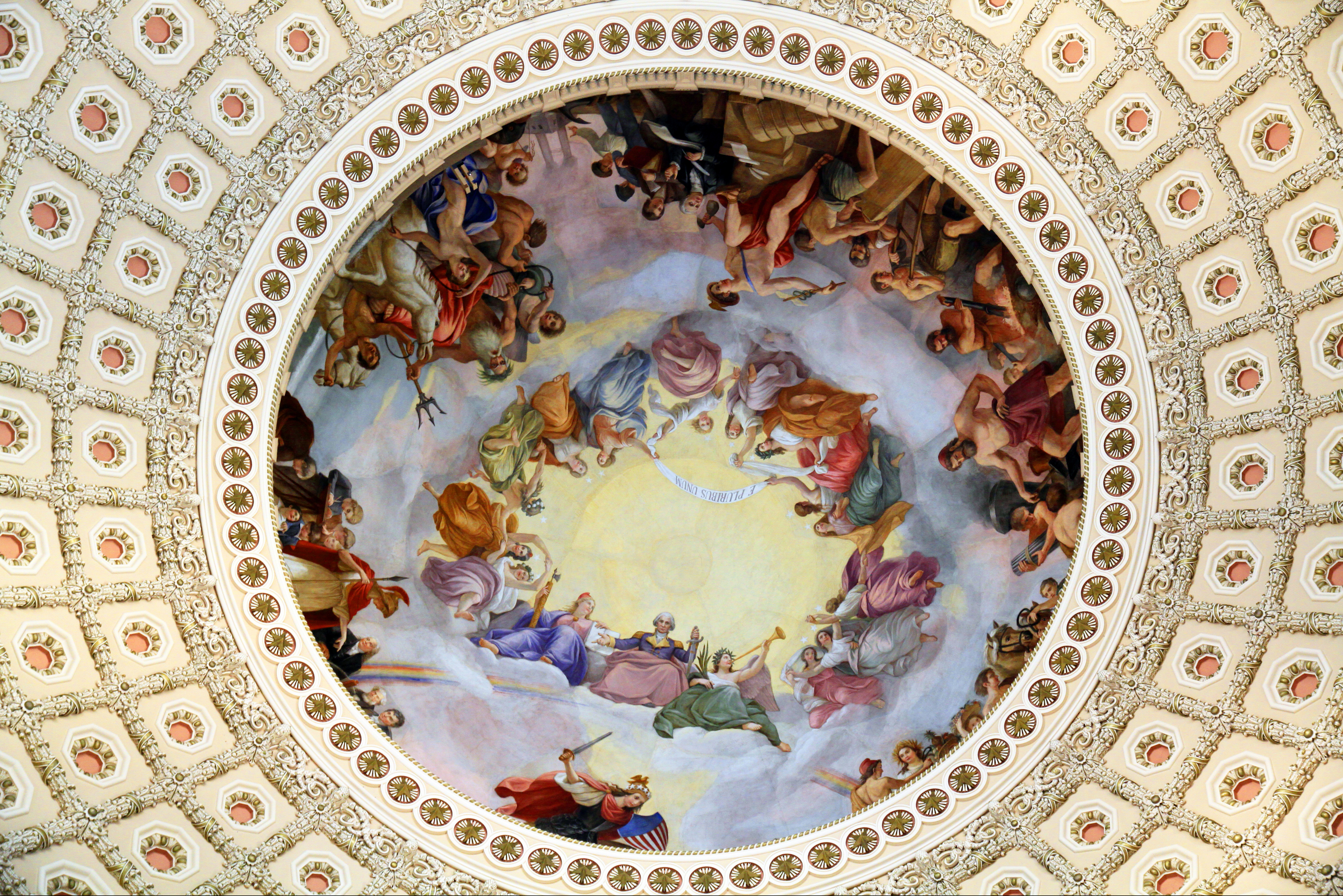
美国国会大厦圆形大厅的屋顶画《華盛頓的神化》，乔治·华盛顿在画中以神化姿态居于天国

- Jewett, Robert; John Shelton Lawrence. . Wm. B. Eerdmans Publishing. 2004. ISBN 978-0-8028-2859-0. Page 328 specifically talks about American civil religion, referencing Jones's book, American Civil Religion.
- Jones, Donald G.; Russell E. Richey. . Edwin Mellen Press（英语：Edwin Mellen Press）. November 1990 [1st pub. 1974 by Harper]. ISBN 978-0-7734-9997-3.
- Levinson, Sanford. . The Supreme Court Review. 1979, 1979: 123–151. JSTOR 3109568. S2CID 146812412. doi:10.1086/scr.1979.3109568.
- McCarthy, Rockne. "Civil Religion in Early America," Fides et Historia（英语：Fides et Historia）, Summer 1975, 8#1 pp 20–40, covers 1800-1900
- Pierard, Richard V. and Robert D. Linder, "The President and Civil Religion," in Encyclopedia of the American Presidency ed. by Leonard W. Levy and Louis Fisher, (1994), I: 203-06.
- Polk, Andrew R. . Cornell University Press. 2021. ISBN 978-1-5017-5922-2 （英语）.
- Richey, Russell E., and Donald G. Jones, eds. American Civil Religion (1974), articles by scholars
- Rouner, Leroy S. ed. Civil Religion and Political Theology (1986).
- Sassi, Jonathan D. A Republic of Righteousness: The Public Christianity of the Post-Revolutionary New England Clergy (Oxford University Press, 2001). online[]
- Swatos, William H. "Civil Religion," in Encyclopedia of Religion and Society (1998) online ISBN 0-7619-8956-0
- SpearIt. . Mississippi Law Journal. 2013, 82 (1). SSRN 2232897 .

### 历史编纂学文献
- Fenn, Richard K. "The Relevance of Bellah's 'Civil Religion' Thesis to a Theory of Secularization," Social Science History（英语：Social Science History）, Fall 1977, 1#4 pp 502–517
- Gedicks, Frederick. "American Civil Religion: an Idea Whose Time Is Past," The George Washington International Law Review（英语：The George Washington International Law Review） Volume: 41. Issue: 4. 2010. pp 891+. online[]
- Lindner, Robert D. "Civil Religion in Historical Perspective: The Reality that Underlies the Concept," Journal of Church and State（英语：Journal of Church and State）, Summer 1975, 17#3 pp 399–421, focus on European theorists
- McDermott, Gerald Robert. "Civil Religion in the American Revolutionary Period: An Historiographic Analysis," Christian Scholar's Review, April 1989, 18#4 pp 346–362
- Mathisen, James A.; Bellah, Robert N. "Twenty Years after Bellah: Whatever Happened to American Civil Religion?," Sociological Analysis, April 1989, 50#2, pp 129–146 online （页面存档备份，存于）